# Tilikum (späckhuggare)

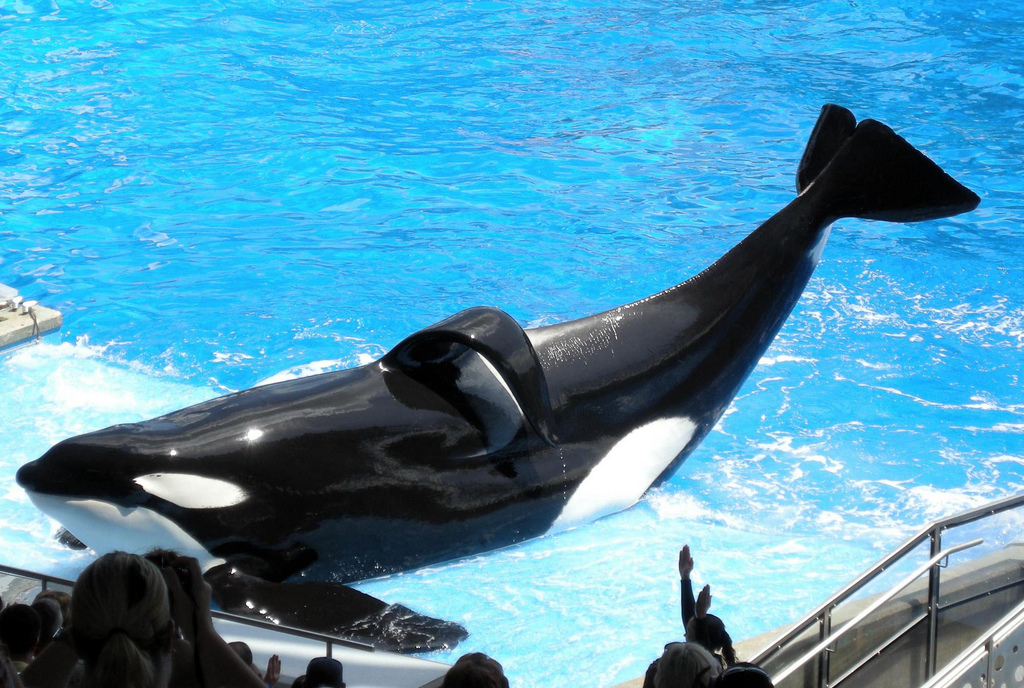
Tilikum, 2009.

Tilikum, född cirka 1981, död 6 januari 2017, var en späckhuggare som levde i fångenskap på akvarieparken SeaWorld i Florida, USA. Han var inblandad i tre dödsfall, vilket diskuteras i dokumentären Blackfish.